# GOAL (財津和夫の曲)
『GOAL』（ゴール）は、財津和夫の通算19枚目のシングル。

## 解説
同年に発売されたアルバム『PRIVATE MOON』の先行シングルで、8cmCDで発売された最後のシングルとなった。

## 音楽性
表題曲の「GOAL」は、アコースティックなアレンジが施されている。
カップリング曲の「この世の端でも」は、ストレートなロック色の強い楽曲である。

## 収録曲
| 全作詞・作曲・編曲: 財津和夫。 |                                          |          |            |      |
| #                              | タイトル                                 | 作詞     | 作曲・編曲 | 時間 |
| 1.                             | 「GOAL」                                 | 財津和夫 | 財津和夫   | 4:04 |
| 2.                             | 「この世の端でも」                       | 財津和夫 | 財津和夫   | 4:15 |
| 3.                             | 「GOAL」(オリジナル・カラオケ)           | 財津和夫 | 財津和夫   | 4:04 |
| 4.                             | 「この世の端でも」(オリジナル・カラオケ) | 財津和夫 | 財津和夫   | 4:15 |
| 合計時間:                      | 合計時間:                                | 16:38    |            |      |